# Теедла
Те́едла (ест. Teedla küla) — село в Естонії, у волості Елва повіту Тартумаа.

## Населення
Чисельність населення на 31 грудня 2011 року становила 139 осіб.

## Географія
Через населений пункт проходить автошлях 22170 (Кірепі — Теедла — Валґута). Від села починається дорога 22171 (Калме — Таммісте — Теедла).

## Історія
До 24 жовтня 2017 року село входило до складу волості Ринґу.